# ユカン
ユカン（油甘、学名：Phyllanthus emblica）は、コミカンソウ科（旧トウダイグサ科）コミカンソウ属の落葉高木。マラッカノキ、アンマロク（庵摩勒：サンスクリット名 amalaka から）、アムラともいう。インドから東南アジアにかけての原産で熱帯・亜熱帯に栽培され、果実が食用となる。
英語では myrobalan（ミロバラン）と呼ぶが、これは本種のほかシクンシ科モモタマナ属（Terminalia）のカリロク（参照: ミロバランノキ T. chebula）やバラ科スモモ属のミロバランスモモ（別名: cherry plum; 学名: Prunus cerasifera）のように分類学的にまるで異なる複数の種を指し得る。

## 特徴
落葉性の小高木あるいは中高木である。
葉は長楕円形で長さ2.5センチメートル、2縦列が密に互生するが早落性の枝に着生し、一見すると羽状複葉に見える。
花は小枝の腋部から帯黄色の雌雄小花が混生する。
果実は球状で臘質、径1.5-3センチメートル、縦方向に浅く6条が走り、黄緑色から帯赤色、大理石のような果肉を有する。核は6稜で、種子は6個である。

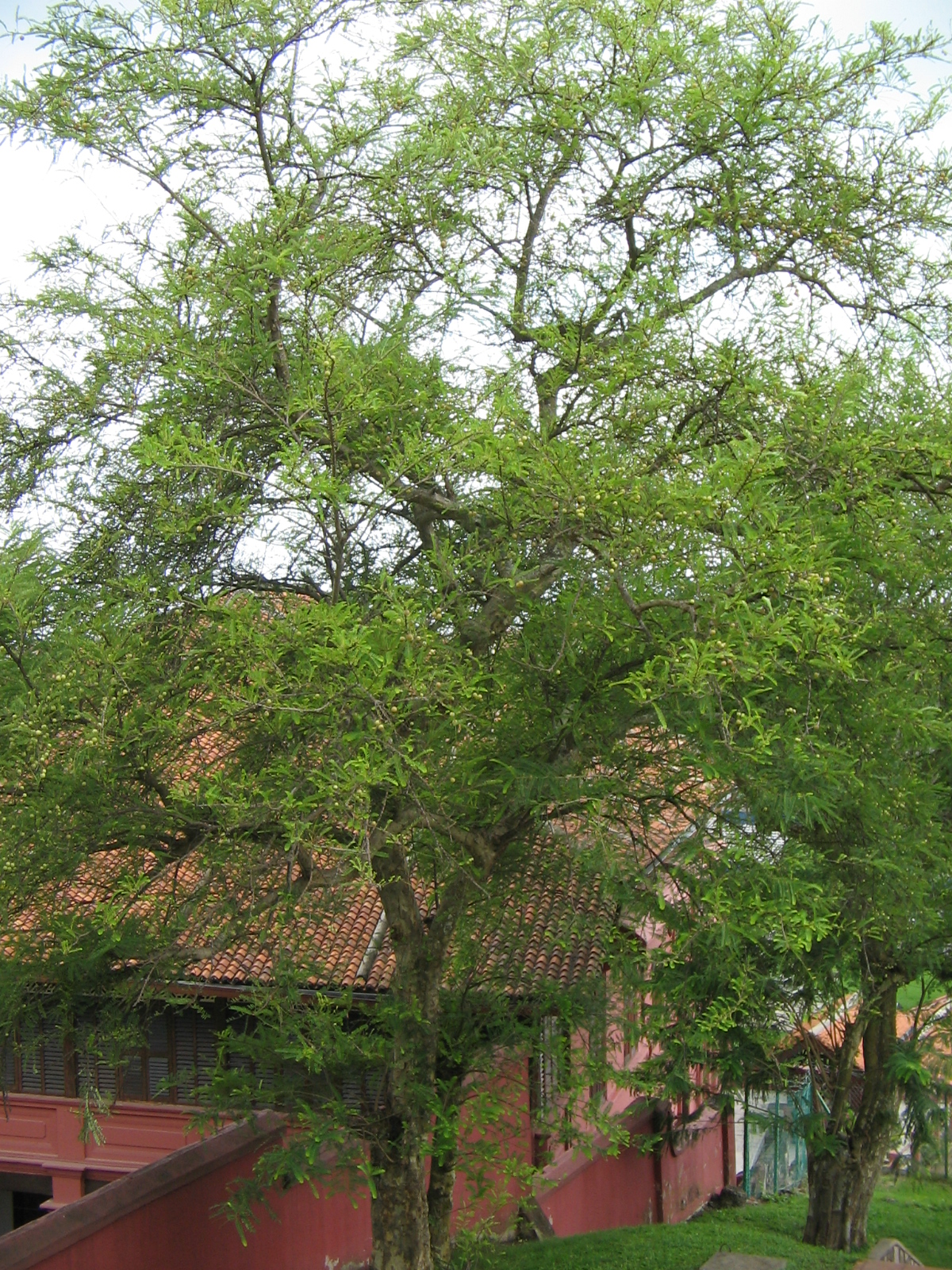
全体。
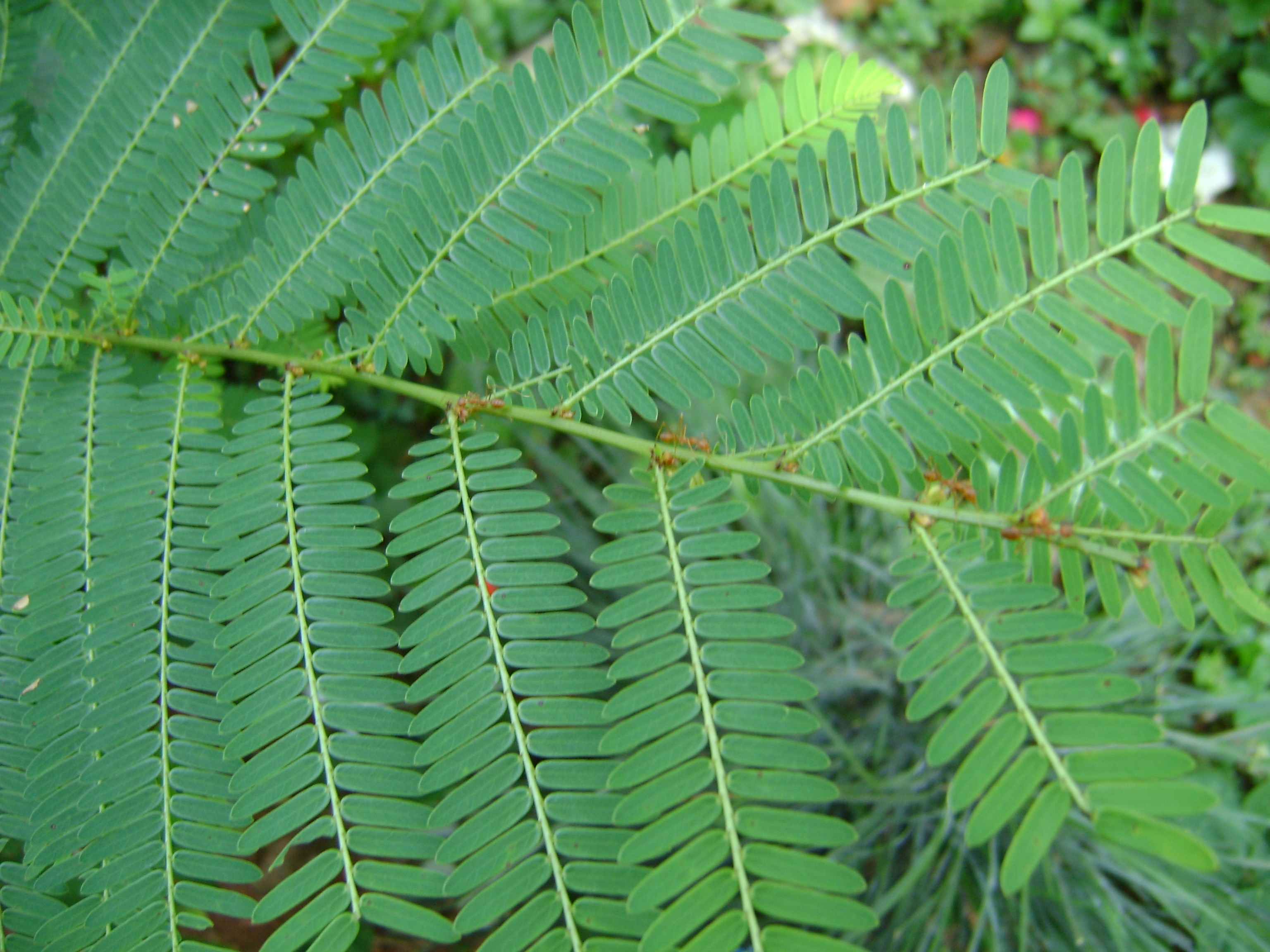
葉。
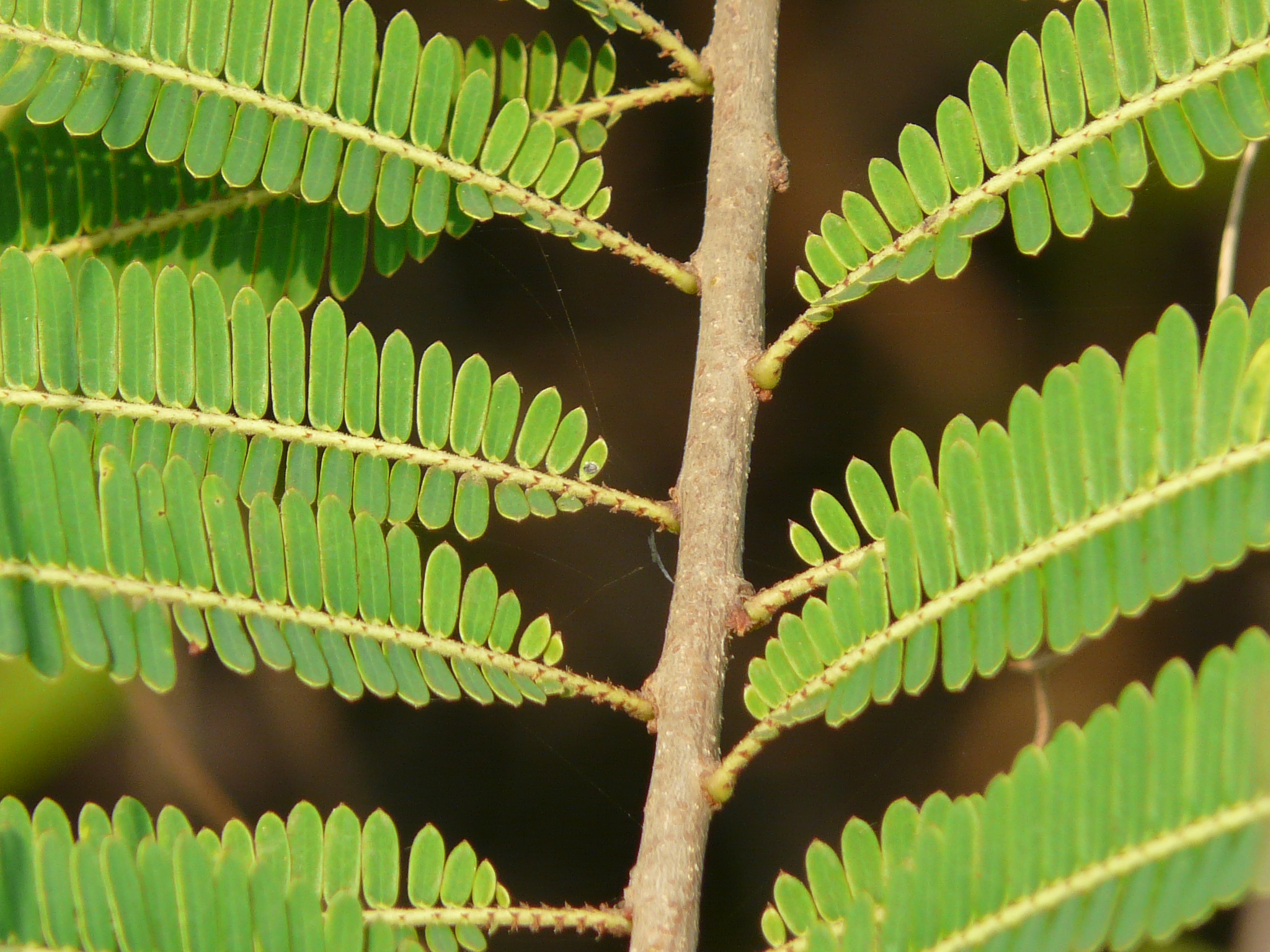
葉（拡大）。互生である。
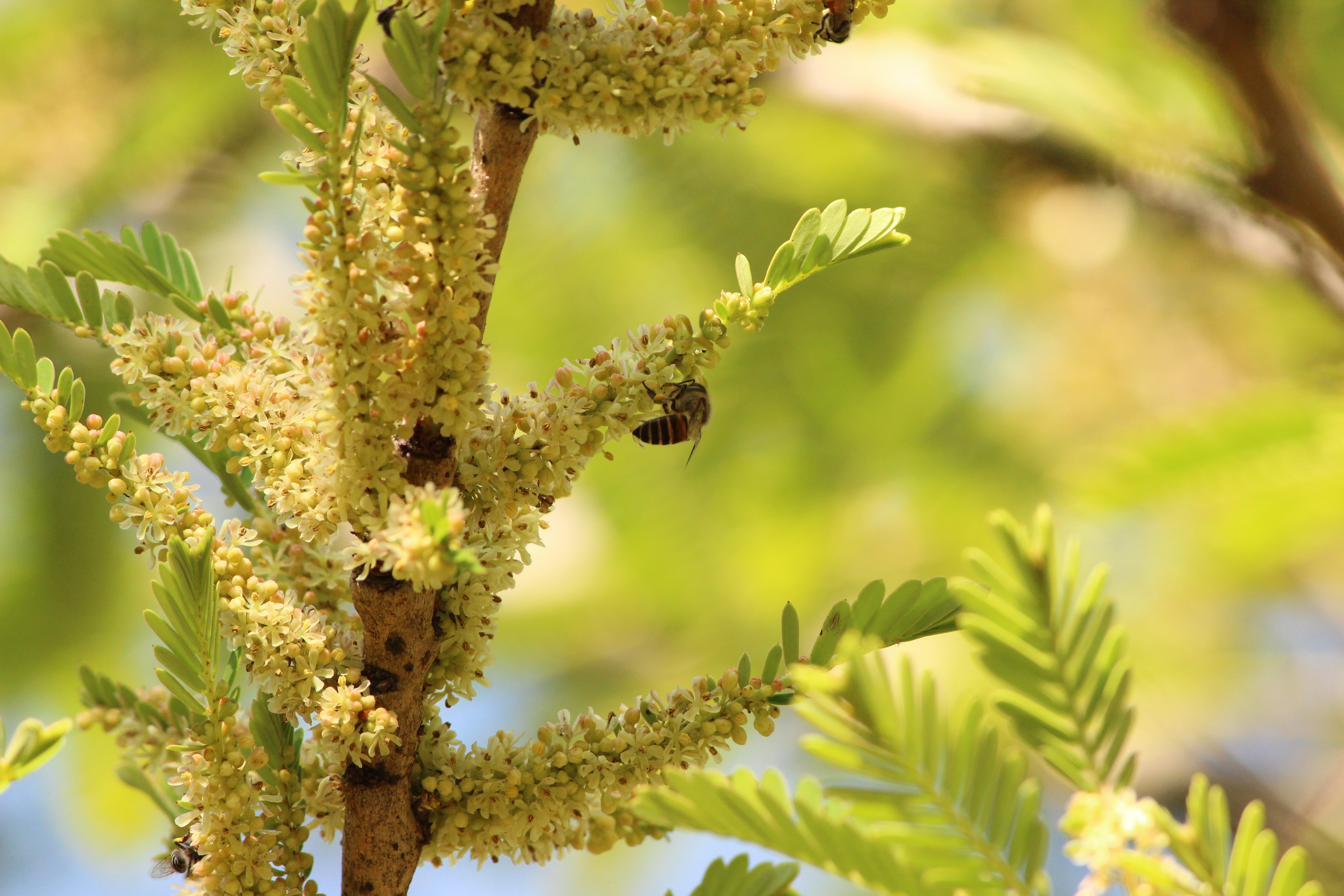
花。
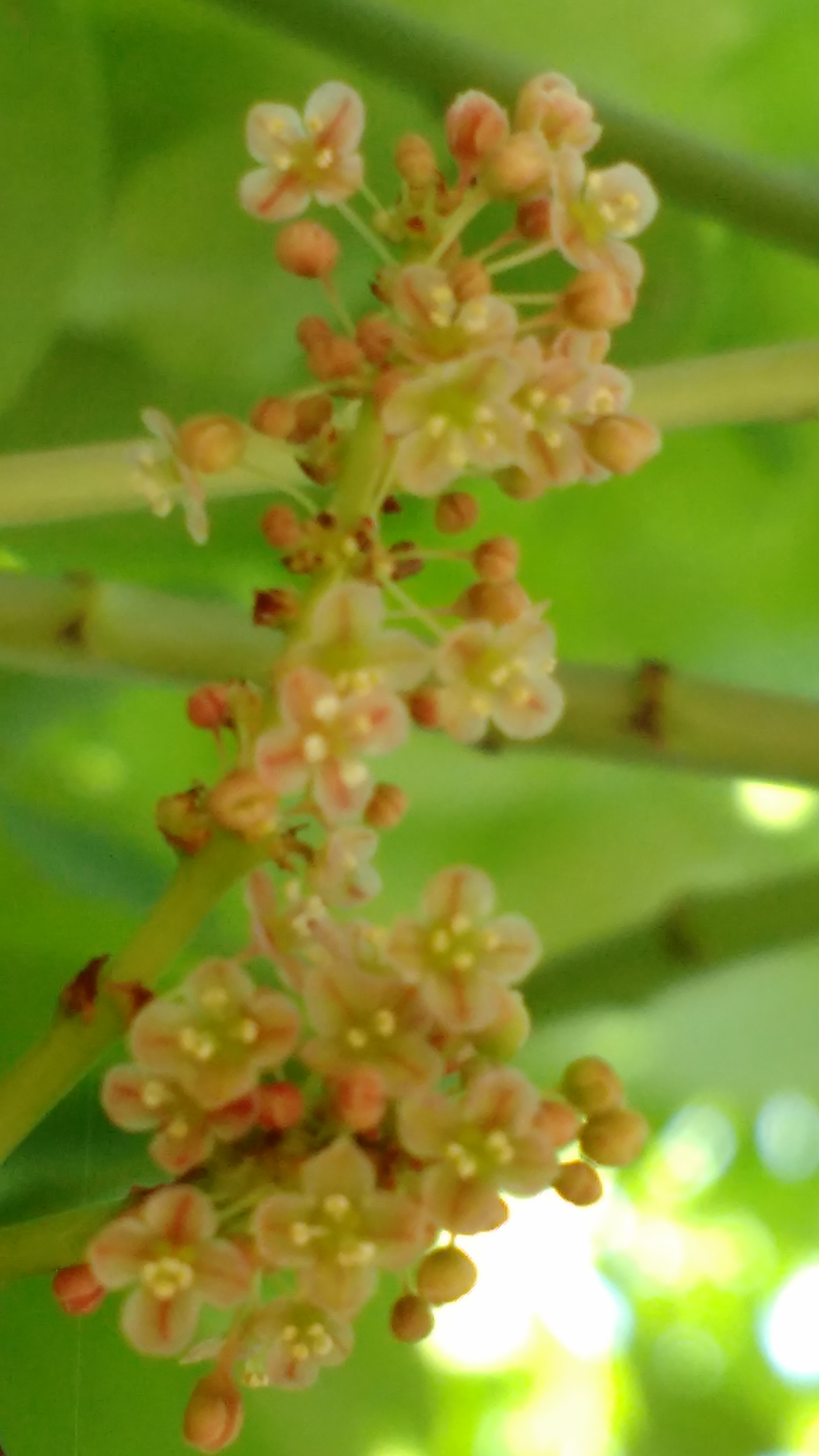
花（拡大）。
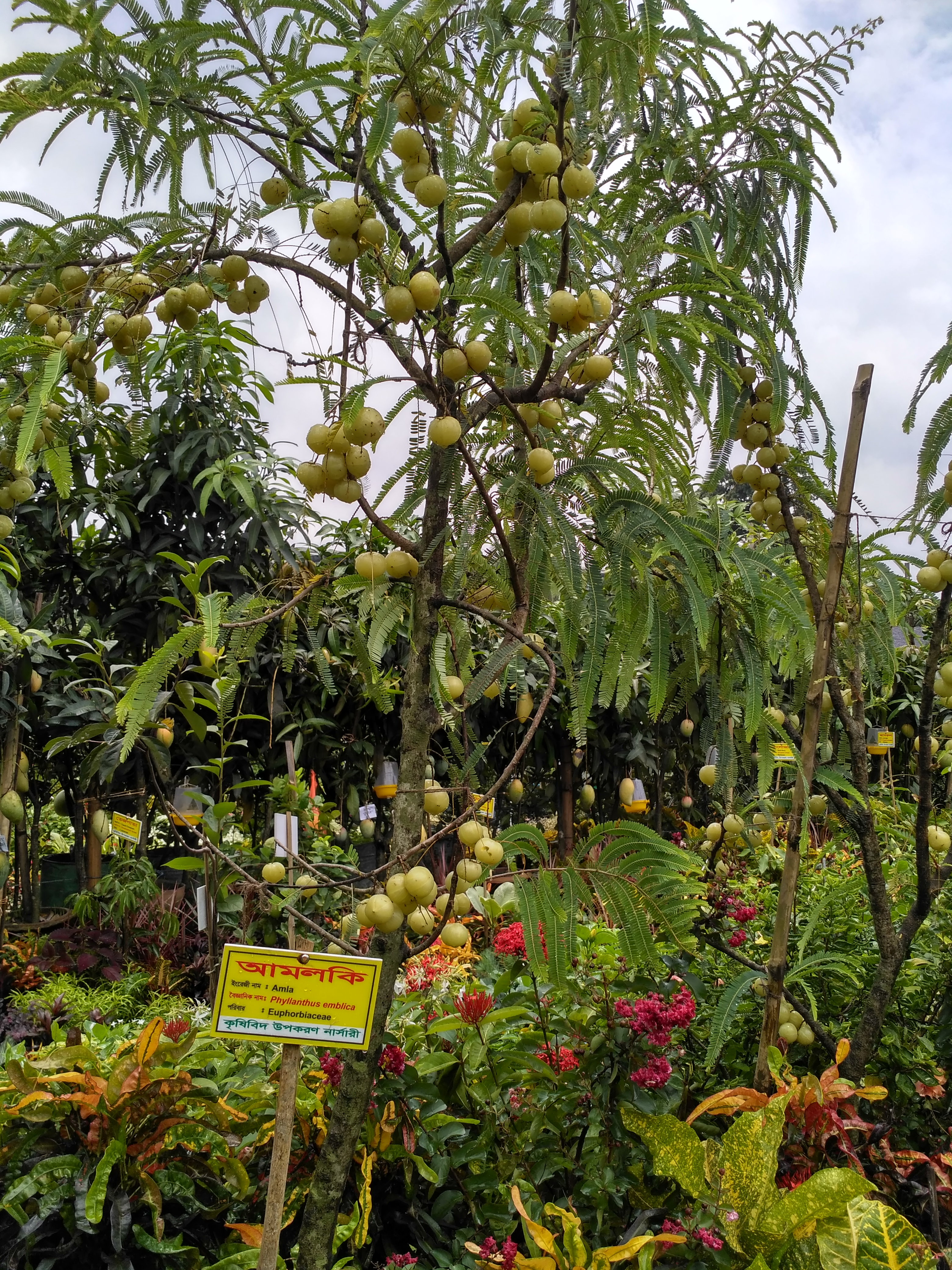
実がなった状態。
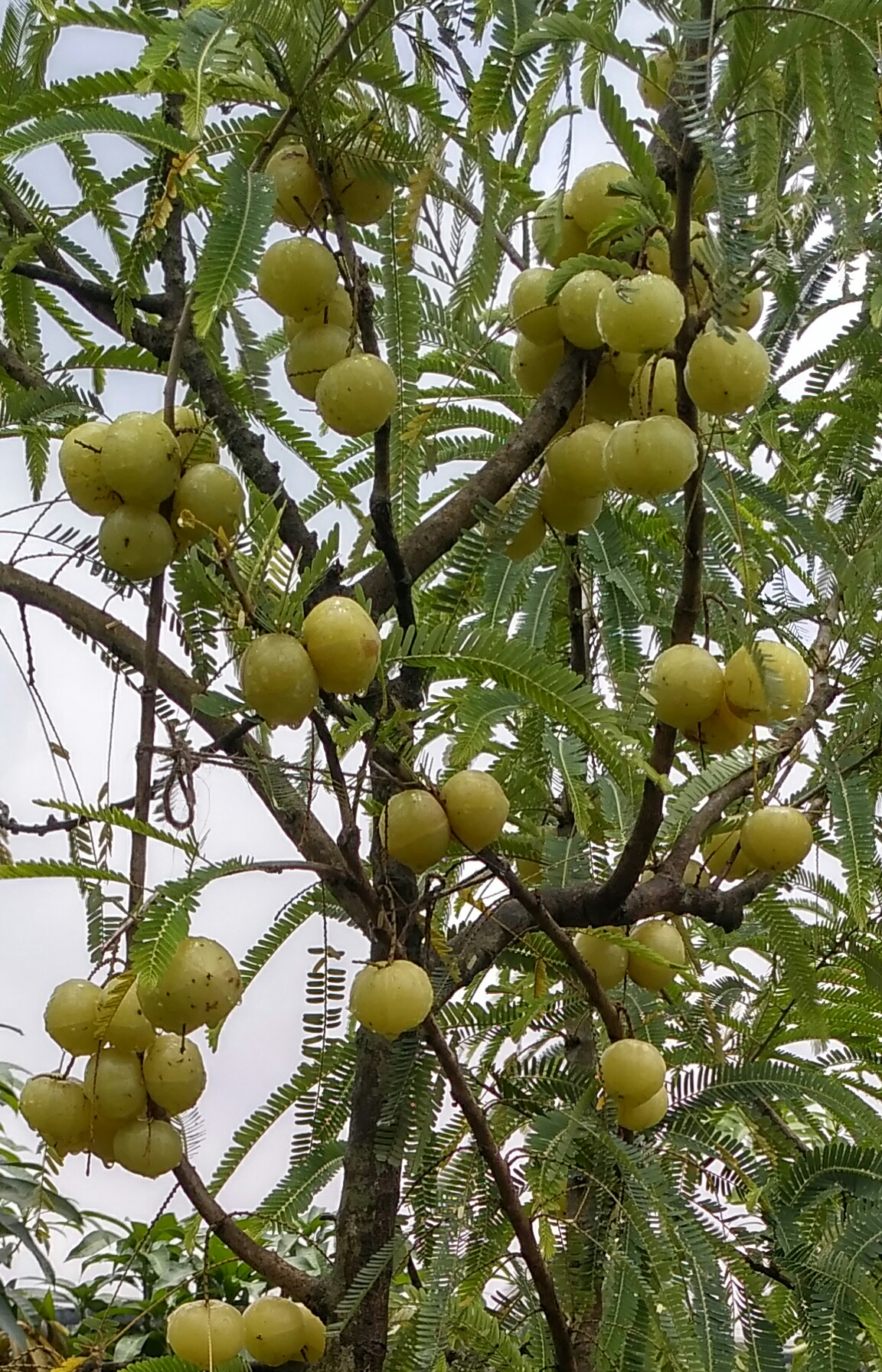
実がなった状態（拡大）。
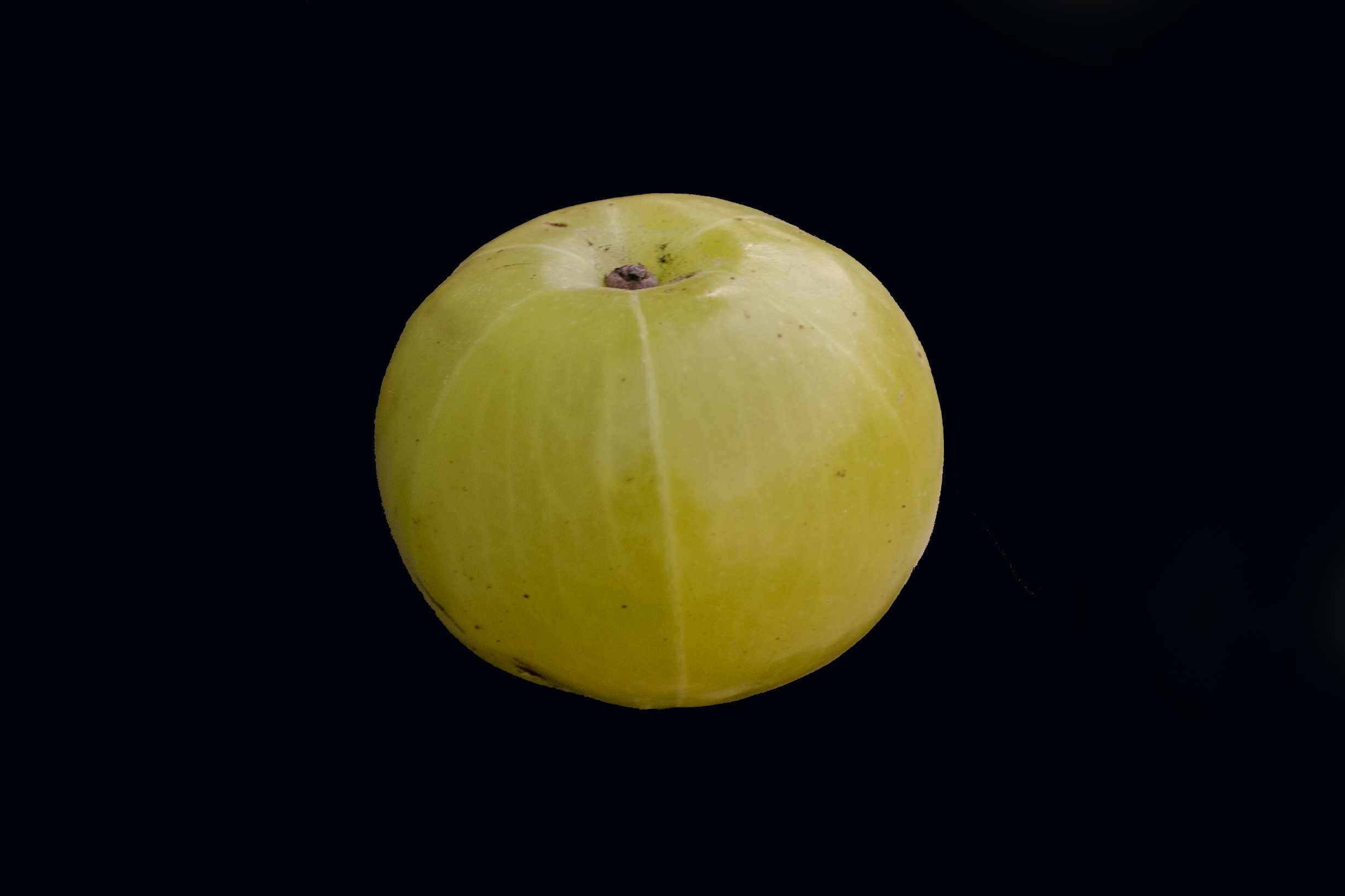
果実。縦に6条が走る。
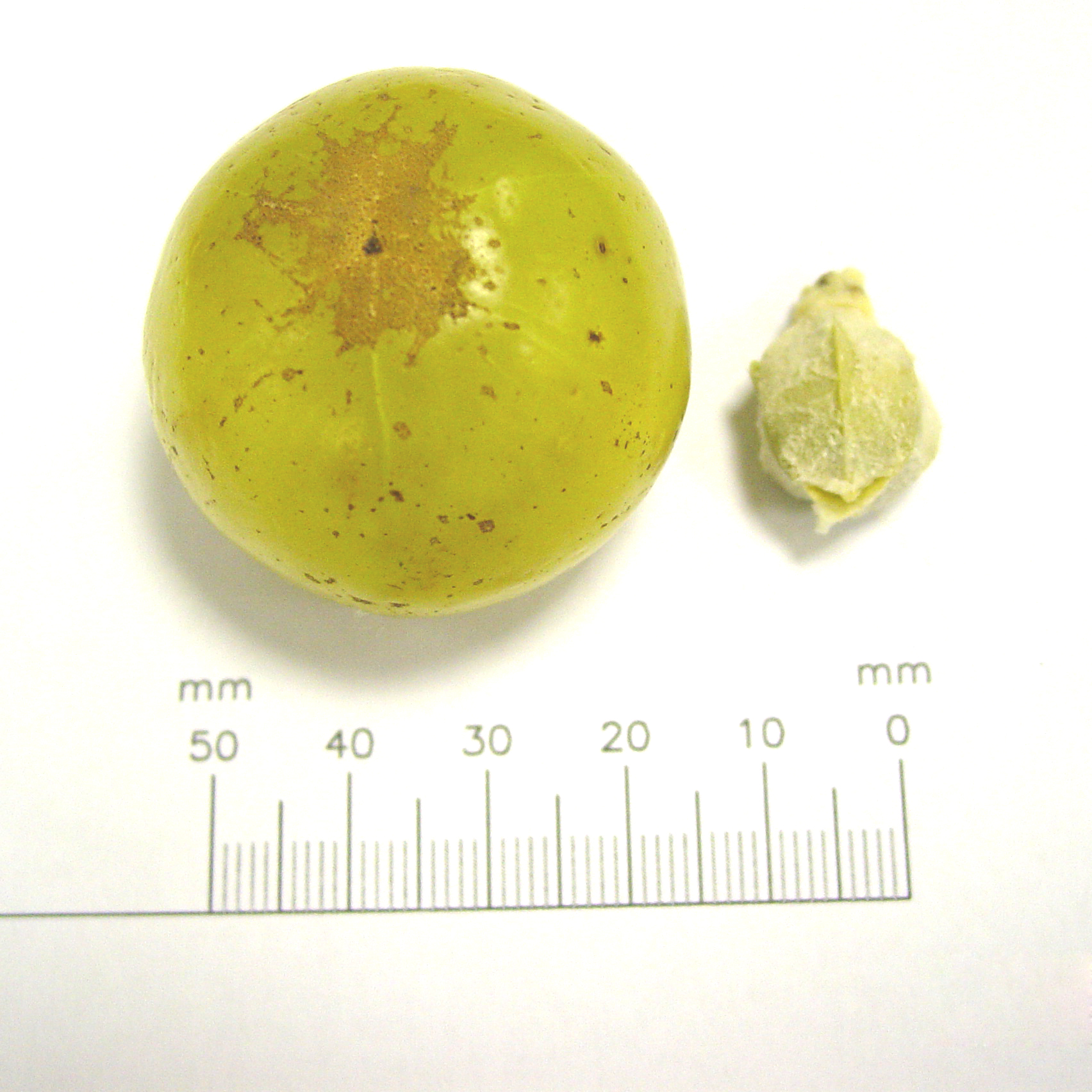
果実と種子。

## 利用
果実はインドで古くから食用・薬用に利用されている。繊維質で酸味とタンニンによる渋味があり、そのままあるいは料理の材料として食用にされるが、南インドでは特に漬物とすることが多い。ビタミンCを豊富に含む。アーユルヴェーダにて使用されるハーブの一つ。
また、ユカンの根やタイワンニンジンボク（Vitex negundo）の根の抽出物はラッセルクサリヘビやタイコブラ（Naja kaouthia）の毒を著しく中和するという研究も存在する。
日本では果実の抽出物を配合したヘアケア製品やフェイスジェル、石鹸などが販売されている。

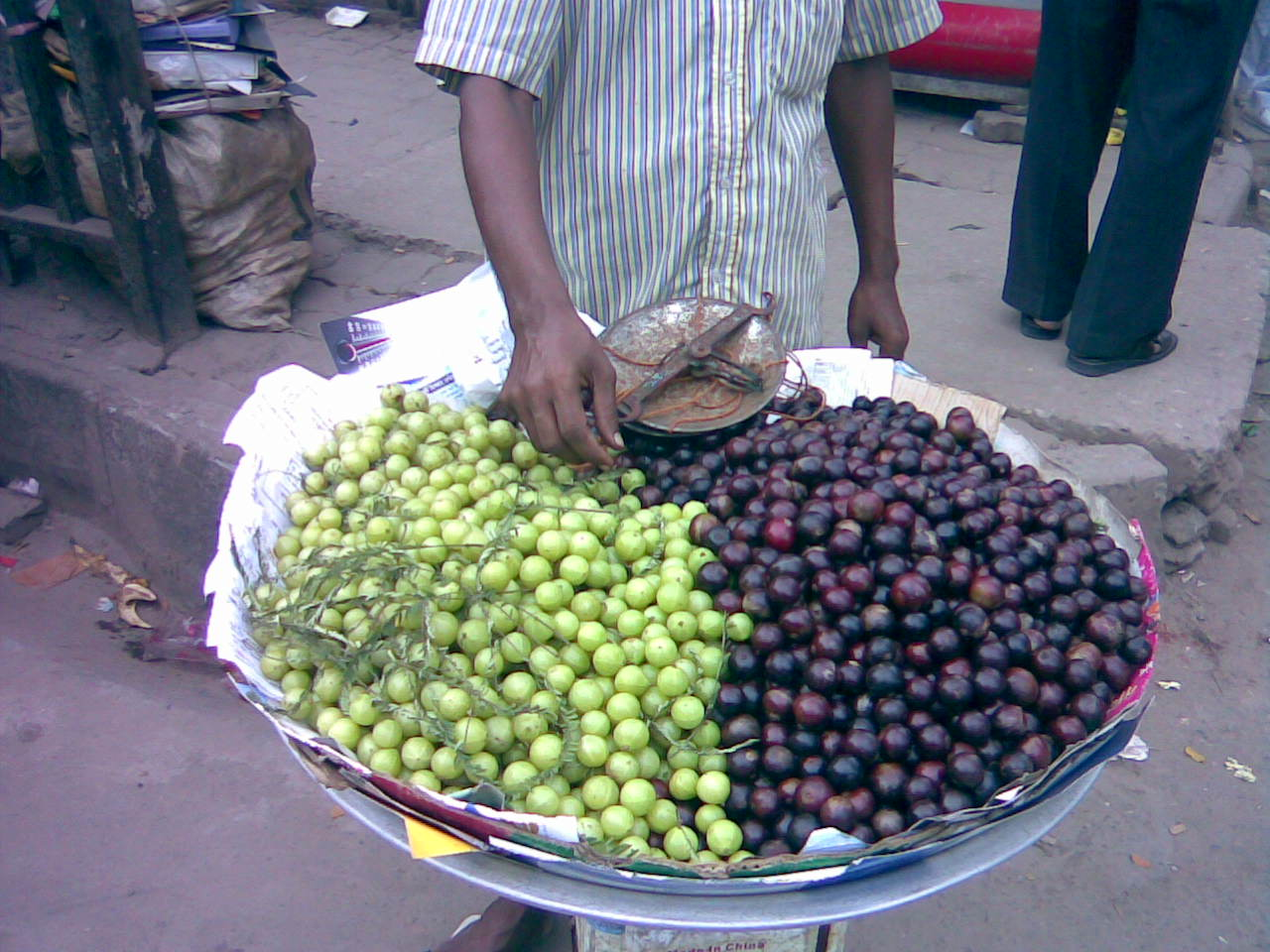
ダッカの街中で売られるユカンの実。一緒に売られているのはナンヨウイヌカンコ（Flacourtia jangomas）の実。

## 諸言語における呼称
- 英語: emblic myrobalan[7][4]、Malacca tree[4]

### 東アジア
台湾:
- 中国語: 油甘[4]（ㄧㄡˊ ㄍㄢ）
- 台湾語: 油甘（iû kam）

中華人民共和国:
- 中国語: 余甘子[4]（yú gān zi）、油甘（yóu gān）
- 潮州語: 油甘（iu5 gam1）
- 広州語: 油甘子（jau4 gam1 zi2）

### 南アジア
インド:
- サンスクリット: अकरा (akarā-)、अमृता (amr̥tā-)、आमलक (āmalaka-)、आमलकी（āmalakī-）、कायस्था (kāyasthā-)、तिष्या (tiṣyā-)[8]
- タミル語: நெல்லி[9] (nelli、ネッリ)、நெல்லிக்காய் (nellikkāy、ネッリカーイ) - nellikkai のラテン文字表記で見られる文献がある[4]。
- ヒンディー語: आमलकी[7] (āmalakī)

スリランカ:
- シンハラ語: නෙල්ලි (nelli[4])

バングラデシュなど:
- ベンガル語: আমলকী（/amloki/ アムロキ）、আমলক（/amlɔk/ アムロク）、আমলাতি、আমলাতী（以上2つとも /amlati/ アムラティ）;〔果実〕আমলা（/amla/ アムラ） [10][11]

### 東南アジア
インドネシア:
- ジャワ語: kemlaka[4]

タイ:
- タイ語: มะขามป้อม (mákhǎampɔ̂ɔm)

ミャンマー:
- ビルマ語: ဆီးဖြူ（/zíbjù/ ズィービュー）;（果実）ဆီးဖြူသီး（/zíbjùd̪í/ ズィービューディー）[12] - zibyu（ジビユウ）のラテン文字表記で見られる文献がある[4]。